# Erstversicherung
In der Erstversicherung besteht ein Versicherungsvertrag zwischen einem Versicherer und einem Versicherungsnehmer als Endverbraucher des Versicherungsschutzes. Gegensatz ist die Rückversicherung.

## Allgemeines
Der Versicherungsnehmer einer Erstversicherung ist im Regelfall mithin selbst kein Versicherer, sondern eine natürliche oder juristische Person als unmittelbare Begünstigte des Versicherungsschutzes. Ausnahme ist der Versicherungsschutz, den Versicherer für ihre eigenen Verwaltungsgebäude oder Kraftfahrzeuge benötigen. In diesem Fall sind beide Vertragspartner Versicherer, die aber als Erstversicherer und Versicherungsnehmer fungieren. Der Terminus Erstversicherung wird üblicherweise benutzt, um Versicherungsgeschäfte zu bezeichnen, die keine Rückversicherungen darstellen.

## Unterscheidung zur Rückversicherung
Bei einer Rückversicherung besteht regelmäßig eine Vertragsbeziehung zwischen zwei Versicherungsunternehmen, sie ermöglicht dem Erstversicherer eine Verminderung seines versicherungstechnischen Risikos, indem sie ihm Risiken gegen eine Prämie abnimmt. Die Rückversicherung schützt den Erstversicherer gegen Vermögenseinbußen, die er infolge des Eintritts seiner Leistungspflicht aus den von ihm abgeschlossenen Versicherungsverträgen erleiden würde. Diese Rückversicherung wird auch als abgegebene oder passive Rückversicherung bezeichnet.